# Yoshio Furukawa
Yoshio Furukawa (jap. 古川 好男, Furukawa Yoshio; * 5. Juli 1934 in der Präfektur Osaka) ist ein ehemaliger japanischer Fußballspieler.

## Nationalmannschaft
1956 debütierte Furukawa für die japanische Fußballnationalmannschaft. Furukawa bestritt 19 Länderspiele. Mit der japanischen Nationalmannschaft qualifizierte er sich für die Olympischen Spiele 1956.